# Érôme
Érôme ist eine französische Gemeinde mit 835 Einwohnern (Stand: 1. Januar 2022) im Département Drôme in der Region Auvergne-Rhône-Alpes. Sie gehört zum Arrondissement Valence und zum Kanton Tain-l’Hermitage. Die Einwohner werden Érômains und Érômaines genannt.

## Geographie
Érôme liegt etwa 20 Kilometer nordnordwestlich von Valence an der Rhône, die die westliche Gemeindegrenze bildet. Umgeben wird Érôme von den Nachbargemeinden Serves-sur-Rhône im Norden, Ponsas im Norden und Nordosten, Saint-Barthélemy-de-Vals im Nordosten, Chantemerle-les-Blés im Osten und Südosten, Larnage im Süden und Südosten, Crozes-Hermitage und Gervans im Süden sowie Vion im Westen.
Durch die Gemeinde führt die Route nationale 7.

## Bevölkerungsentwicklung
| Jahr                       | 1962 | 1968 | 1975 | 1982 | 1990 | 1999 | 2006 | 2016 |
| -------------------------- | ---- | ---- | ---- | ---- | ---- | ---- | ---- | ---- |
| Einwohner                  | 676  | 624  | 642  | 626  | 698  | 689  | 769  | 818  |
| Quellen: Cassini und INSEE |      |      |      |      |      |      |      |      |